# Jeremy Sowers
Jeremy Bryan Sowers (né le 17 mai 1983 à Saint Clairsville, Ohio, États-Unis) est un ancien lanceur gaucher de la Ligue majeure de baseball qui évolue pour les Indians de Cleveland de 2006 à 2009.

## Carrière

### Carrière scolaire et universitaire
Lycéen, il porte les couleurs du Ballard High School de Louisville (Kentucky). Il hérite de nombreux titres individuels tel une sélection de National High School All-American par le magazine Baseball America. Lors de sa dernière année au lycée, il signe dix victoires pour deux défaites avec 156 retraits sur prises et une moyenne de points mérités de 0,75.
Il est drafté au premier tour en 2001 par les Cincinnati Reds, mais repousse l'offre en optant pour des études universitaires à Vanderbilt.
Juste avant de commencer sa carrière universitaire, il porte les couleurs de l'équipe des États-Unis juniors avec laquelle il remporte une médaille d'argent lors du tournoi panaméricain disputé à Cuba durant l'été 2001.

### Carrière professionnelle
Drafté au premier tour le 7 juin 2004 par les Indians de Cleveland, Jeremy Sowers évolue en Triple-A dès la fin de saison 2005. Il reçoit le Bob Feller Award 2005 et fait ses débuts en Ligue majeure la saison suivante.
Après une belle saison 2006 au cours de laquelle il signe sept victoires pour quatre défaites, sa saison 2007 est plus compliquée avec huit victoires pour dix défaites et une moyenne de points mérités de 4,80. Il termine la saison avec les Buffalo Bisons. Plus souvent titulaire chez les Indians en 2008 et 2009, il dispute encore quelques rencontres en AAA avec les Bisons (2009 puis les Columbus Clippers (2009).
Affecté en Triple-A en 2010, Sowers subit une opération chirurgicale subie en février 2011, ce qui met fin à sa carrière.
Jeremy Sowers a disputé 72 matchs, tous sauf un comme lanceur partant, avec les Indians de Cleveland de 2006 à 2009. En exactement 400 manches lancées, sa moyenne de points mérités se chiffre à 5,18. Il a remporté 18 victoires contre 30 défaites, réussi deux blanchissages et 174 retraits sur des prises. 

## Statistiques
| Saison | Équipe    | G  | GS | CG | SHO | V  | D  | SV | IP    | SO  | ERA  |
| ------ | --------- | -- | -- | -- | --- | -- | -- | -- | ----- | --- | ---- |
| 2006   | Cleveland | 14 | 14 | 2  | 2   | 7  | 4  | 0  | 88.3  | 35  | 3,57 |
| 2007   | Cleveland | 13 | 13 | 0  | 0   | 1  | 6  | 0  | 67.3  | 24  | 6,42 |
| 2008   | Cleveland | 22 | 22 | 0  | 0   | 4  | 9  | 0  | 121.0 | 64  | 5,58 |
| 2009   | Cleveland | 23 | 22 | 0  | 0   | 6  | 11 | 0  | 123,1 | 51  | 5,25 |
| Totaux | Totaux    | 72 | 71 | 2  | 2   | 18 | 30 | 0  | 400.0 | 174 | 5,18 |

Note: G = Matches joués ; GS = Matches comme lanceur partant ; CG = Matches complets ; SHO = Blanchissages ; 
V = Victoires ; D = Défaites ; SV = Sauvetages ; IP = Manches lancées ; SO = retraits sur des prises ; ERA = Moyenne de points mérités.